# Фернандо Йоренте
Фернандо Йоренте Торес (на испански: Fernando Llorente Torres е испански футболист роден на 26 февруари 1985 г. в Памплона, Испания. Той е футболист на Ейбар.

## Клубна кариера

### Ранни години
Роден на 26.02.1985 г. в Памплона, Йоренте се присъединява към академията на Атлетик Билбао през 1996, на възраст от 11 години. Прекарва няколко сезона в различните юношески нива на клуба, докато през 2003 не се премества в друг сателит на Баския клуб – СД Баскония, който тогава играе в четвърта дивизия.

### Билбао Атлетик
Фернандо вкарва 12 гола в 33 мача за Баскония, като си проправя път към резервния отбор на Атлетик Билбао – Билбао Атлетик, който тогава играе в Сегунда Дивисион Б.

### Атлетик Билбао
След участието си в 16 мача и вкарването на четири гола за Билбао Атлетик през първата половина на сезона, Йоренте бива награден с удължаване на контракта до юни 2008 г. На 16 януари 2005 г., Фернандо прави дебюта си за първия тим в домакинския мач срещу Еспаньол който свършва 1-1. Три дни по-късно в мач от Купата на краля с УД Лансароте, Йоренте вкарва хеттрик за победата с 6-0. През този сезон той също участва в още 5 мача от Купата на краля и се отличава с участие в мача от Купата на УЕФА срещу Аустрия Виена.
Преди началото на сезон 2005/06, Йоренте сменя клубния си номер от 32 на 9. В първия ден от сезона той вкарва гол на баските съперници на Атлетик – Реал Сосиедад. Този мач свършва с победа на неговия отбор с 3-0. През целия сезон, Йоренте вкара едва 4 гола, защото бе измъчван от тежки контузии, включително гастроентерит и мускулна травма. Два гола вкара в мача за Купата на краля срещу Л'Оспиталитет, а останалите два в Примера дивисион.
На 13 юли 2006 г., испанеца подписа нов договор с Атлетик до юни 2011 г. В договора има клауза в която всеки клуб който иска да купи Фернандо ще трябва да заплати между 30 и 50 млн. евро. Той започна сезона като четвърти избор за нападател след Арис Адусис, Хосеба Ечеберия и ветерана Исмаел Урсаис. Слабата форма на Атлетик и липсата на голове довежда до ротации от тогавашния треньор Феликс Сариугарте. Йоренте завърши сезона само с два гола в 23 мача, въпреки че той вкара важен гол в последните минути в мача на „баските“ срещу Валенсия завършил 1-1.
В подготовката за сезон 2007/08, Йоренте вкара шест гола в предсезонните игри. Неговата добра форма го прави първи избор за нападател, и въпреки че започна сезона слабо, той завърши с общо 11 гола за Атлетик и завърши в средата на таблицата за голмайстори. Той вкара впечатляващите 4 гола в 2 мача срещу Валенсия. Също така той вкара и голове срещу Барселона, Виляреал и Атлетико Мадрид.
И сезон 2008/09 е добър за испанеца. Той вкарва 14 гола в 34 мача за клуба си. Шест от тях са в Примера, а останалите в Купата на краля.
Сезон 2009/10 е добър както за Фернандо така и за неговия отбор. Те се класират в новосъздадения турнир Лига Европа, и стигат до шестнайсетина-финалите, но биват елиминирани от белгийския Андерлехт. Също така Йоренте дълго време бе голмайстор на турнира с 8 гола.
В сезон 2011-12 достига до финала на Лига Европа, като по пътя си Атлетик отстраняват отбори като Манчестър Юнайтед и Шалке 04. На финала, отбора губи от Атлетико Мадрид.

### Ювентус
На 24 януари 2013 г. подписва договор с италианския Ювентус за четири години, който влиза в сила от 1 юли 2013 г. Дебюта си в Серия А прави в мач срещу Сампдория от първия кръг като влиза резерва в 87-ата минута. Отбелязва първия си гол за Старата госпожа в мач срещу Верона в 45-ата минута. Печели Серия А още в дебютния си сезон в Италия.

## Национален отбор
На 14 ноември 2008 г. наставника на Испания Висенте дел Боске извиква Йоренте за приятелския мач с Чили. Той влиза като смяна в 72 минута. В този мач Испания печели с 3-0. Фернандо вкарва първия си гол за страната на 11 февруари 2009 г. в приятелския мач срещу Англия, а втория му гол е срещу Южна Африка в Купата на конфедерациите 2009 на 20 юни 2009 г.

## Успехи

### Клубни
ССК Наполи
Атлетик Билбао
- Лига Европа (финалист) (1) – 2012
- Купа на краля (Финалист) (2) – 2009, 2012
- Суперкупа на Испания (финалист) – 2009

Ювентус
- Серия А (2) – 2014, 2015
- Купа на Италия (1) – 2015
- Суперкупа на Италия (2) – 2013, 2015

### Национални
- Световно първенство по футбол (1) – 2010
- Европейско първенство по футбол (1) – 2012

### Индивидуални
- Световно първенство до 20 г.: Silver boot – 2005

## Статистика

### Клубна
Обновена на 27 март 2014
| Отбор             | Първенство                  | Сезон             | Първенство | Първенство | Купа   | Купа   | Европа | Европа | Общо   | Общо   |
| Отбор             | Първенство                  | Сезон             | Мачове     | Голове     | Мачове | Голове | Мачове | Голове | Мачове | Голове |
| ----------------- | --------------------------- | ----------------- | ---------- | ---------- | ------ | ------ | ------ | ------ | ------ | ------ |
| Баскония          | Четвърта дивизия на Испания | 2003–04           | 33         | 12         | –      | –      | –      | –      | 33     | 12     |
| Баскония          | Четвърта дивизия на Испания | Общо              | 33         | 12         | –      | –      | –      | –      | 33     | 12     |
| Атлетик Билбао    | Ла Лига                     |                   |            |            |        |        |        |        |        |        |
| Атлетик Билбао    | Ла Лига                     | 2004–05           | 15         | 3          | 4      | 3      | 1      | 0      | 20     | 6      |
| Атлетик Билбао    | Ла Лига                     | 2005–06           | 22         | 2          | 3      | 2      | –      | –      | 25     | 4      |
| Атлетик Билбао    | Ла Лига                     | 2006–07           | 23         | 2          | 1      | 0      | –      | –      | 24     | 2      |
| Атлетик Билбао    | Ла Лига                     | 2007–08           | 35         | 11         | 5      | 1      | –      | –      | 40     | 12     |
| Атлетик Билбао    | Ла Лига                     | 2008–09           | 34         | 14         | 9      | 4      | –      | –      | 43     | 18     |
| Атлетик Билбао    | Ла Лига                     | 2009–10           | 37         | 14         | 3[a]   | 1      | 11     | 8      | 51     | 23     |
| Атлетик Билбао    | Ла Лига                     | 2010–11           | 38         | 18         | 3      | 1      | –      | –      | 41     | 19     |
| Атлетик Билбао    | Ла Лига                     | 2011–12           | 32         | 17         | 6      | 5      | 15     | 7      | 53     | 29     |
| Атлетик Билбао    | Ла Лига                     | 2012–13           | 26         | 4          | 2      | 0      | 8      | 1      | 36     | 5      |
| Атлетик Билбао    | Ла Лига                     | Total             | 262        | 85         | 36     | 17     | 35     | 16     | 333    | 118    |
| Ювентус           | Серия А                     | 2013–14           | 27         | 11         | 1      | 0      | 8      | 2      | 36     | 13     |
| Ювентус           | Серия А                     | Общо              | 27         | 11         | 1      | 0      | 8      | 2      | 36     | 13     |
| Общо за кариерата | Общо за кариерата           | Общо за кариерата | 322        | 108        | 37     | 17     | 43     | 18     | 402    | 143    |

a↑: Cup totals for 2009–10 include one appearance in the 2009 Supercopa de España.

### Международна
Обновена на 19 ноември 2013.
| Испания | Испания | Испания |
| Година  | Мачове  | Голове  |
| ------- | ------- | ------- |
| 2008    | 1       | 0       |
| 2009    | 4       | 2       |
| 2010    | 8       | 5       |
| 2011    | 6       | 0       |
| 2012    | 2       | 0       |
| 2013    | 3       | 0       |
| Общо    | 24      | 7       |

### Представителни
Updated as of 13 August 2012.
| Баска автономна област | Баска автономна област | Баска автономна област |
| Година                 | Мачове                 | Голове                 |
| ---------------------- | ---------------------- | ---------------------- |
| 2005                   | 1                      | 0                      |
| 2006                   | 2                      | 1                      |
| 2007                   | 2                      | 0                      |